# Casa particular
La Casa particular (traducibile come "casa privata") è una forma di alloggio in una casa privata a Cuba, molto simile al tipico bed and breakfast, anche se a volte può consistere in una casa per vacanze. Dal momento che il significato è chiaro, il termine viene spesso abbreviato semplicemente in casa.

## Tipologie
Una casa particular è fondamentalmente una struttura a conduzione familiare cubana privata che fornisce un alloggio, di solito per un breve periodo. In generale questo termine si applica appieno anche ad appartamenti e case, stanze interne alle case private, mini-appartamenti o camere con ingresso indipendente (tipo studio o camere attrezzate).
La casa particular è considerata anche una specie di pensione, generalmente gestita da un'unica famiglia cubana residente, in cui gli ospiti possono soggiornare durante la notte in camere private (che possono essere dotate anche di bagno privato oppure no) e dove viene servita al mattino la prima colazione, a volte continentale e, talvolta, all'inglese. L'attività può costituire un'occupazione primaria oppure una fonte secondaria di reddito della famiglia cubana, mentre il personale è costituito spesso dallo stesso proprietario della casa e dai membri della sua famiglia.
Dal momento che le case sono in genere piccole, raramente c'è spazio per ospitare più di 5-6 ospiti e quindi è consigliabile la prenotazione anticipata per chi vuole soggiornare in una casa particular durante l'alta stagione. Al contrario, al di fuori dell'alta stagione non c'è bisogno di prenotazione perché c'è molta disponibilità di queste case particular e molta concorrenza, tanto che i prezzi possono scendere anche fino a circa 15 euro al giorno (o anche meno per soggiorni più lunghi), mentre durante l'alta stagione si può salire a oltre 30 euro al giorno.
Molte case particular appartengono ad associazioni e sono pubblicizzate in vari opuscoli e guide turistiche. Inoltre, nonostante la mancanza di un accesso internet affidabile e conveniente sull'isola, molte case particular hanno comunque una qualche presenza sulla rete internet, mentre altri proprietari hanno realizzato un proprio sito web. Altri proprietari ancora hanno caricato la descrizione della loro casa particular in appositi siti web che gestiscono le prenotazioni delle case particular per conto di turisti stranieri. Molto recentemente, a seguito del nuovo corso nelle relazioni tra Cuba e gli Stati Uniti d'America, agenzie online specializzate nelle attività condivise e nell'economia del turismo (come ad esempio AirBnB o Casas de Cuba) hanno iniziato ad inserire tra le loro offerte anche le case particular. Tutto ciò potrebbe rendere più facile per i turisti l'effettuazione di prenotazioni affidabili, mentre in passato la tipica strategia "go-to-market" dei proprietari delle case particular era spesso utilizzata anche dai truffatori di strada locali, conosciuti come jineteros.
Le case particular possono essere riconosciute da un piccolo cartello sulla porta, con due triangoli blu (che simboleggiano due tetti) su uno sfondo bianco, che i proprietari ottengono dopo il pagamento di una tassa annuale fissa per ogni camera messa a disposizione.

## Origine del termine
Il termine "casa particular" significa letteralmente "casa privata", ma ha iniziato ad essere usato per indicare un "alloggio privato" a partire dal 1997, quando il governo cubano ha permesso ai propri cittadini di affittare ai turisti le stanze delle case o dei loro appartamenti, fornendo così alle famiglie cubane la possibilità di nuove fonti di reddito. Mentre qualsiasi altro tipo di alloggio a Cuba (come alberghi, campeggi e motel) è di proprietà del governo, il termine "casa particular" indica che questo tipo di alloggio è gestito privatamente.

## Servizi e strutture
Le camere sono generalmente pulite e dotate degli standard turistici. Si va da una sistemazione di base di una camera con un letto, un armadio e un tavolino fino ad appartamenti a schiera indipendenti pienamente attrezzati e dotati degli standard occidentali. Altre caratteristiche presenti possono essere un telefono, una sveglia ed una televisione. Il cibo e le bevande possono essere forniti da un mini-bar, che comprende spesso un piccolo frigorifero contenente anche snack e bevande da pagare al momento della partenza.
In maniera simile agli occidentali bed and breakfast, la colazione è di solito inclusa nel prezzo (anche se sarebbe comunque sempre meglio chiedere prima). La cena viene spesso servita, ma non è inclusa nel prezzo. I proprietari di solito offrono inoltre servizi aggiuntivi come la lavanderia, la vendita di cibi e pasti o anche i celebri sigari cubani.

## Classificazione
Il prezzo e la qualità delle case particular di solito sono indicativi del tipo di alloggio e dei relativi servizi disponibili. La maggior parte delle case particular sono affittate solo per il breve termine per i viaggiatori, anche se la sistemazione a lungo termine può essere prevista, in particolare per gli studenti stranieri. A L'Avana, le case particular sono generalmente costituite da interi appartamenti per famiglie, mentre un numero minore di loro sono vere e proprie case. In altre città, l'alloggio privato è fornito principalmente in case-famiglia.
Le case particular possono essere di diverso tipo:
- Camera privata: una stanza, la maggior parte del tempo con un bagno privato. Di solito viene fornita al cliente una chiave della casa e una chiave della camera.
- Camera privata con ingresso indipendente: a volte l'edificio è suddiviso in modo da permettere questa opportunità.
- Appartamento: consente la riservatezza e l'indipendenza tipica di un appartamento completamente arredato. A volte questo appartamento fa parte di una casa, la quale è divisa da un muro dotato di solito di una porta comunicante.
- Studio o mini-appartamento: stanza singola monolocale con angolo cottura, area soggiorno-sala da pranzo e bagno. A volte questo appartamento fa parte di una casa divisa da un muro di solito con una porta comunicante.
- Villa o casa indipendente: una proprietà indipendente con diverse camere, come una camera da letto, cucina, sala da pranzo, soggiorno, bagno. Alcuni hanno altre comodità, come ad esempio una piscina.